# بلاکوود (ویرجینیا)
بلاکوود (به انگلیسی: Blackwood) یک منطقهٔ مسکونی در ایالات متحده آمریکا است که در ویرجینیا واقع شده‌است. بلاکوود ۶۰۶٫۸۶ متر بالاتر از سطح دریا واقع شده‌است.